# Siempre (álbum de Tamara)
Siempre es el título del segundo álbum de estudio grabado por la cantante española Tamara, con el que repite colaboración al lado del músico, productor y arreglista Bebu Silvetti.

## Sinopsis
El material discográfico contiene 10 temas. Posteriormente en el 2002 se publicó una edición especial que incluye cuatro temas adicionales.

## Canciones del disco
| Siempre |                            |                                     |          |  |
| N.º     | Título                     | Escritor(es)                        | Duración |  |
| 1.      | «Siempre»                  | Oscar Gómez                         | 3:48     |  |
| 2.      | «Herida de amor»           | Bebu Silvetti · Sylvia Riera Ibáñez | 4:16     |  |
| 3.      | «Por más de mil razones»   | Mari Lauret                         | 3:08     |  |
| 4.      | «Si faltas tú»             | David Santisteban                   | 4:28     |  |
| 5.      | «No es un capricho»        | Bebu Silvetti · Sylvia Riera Ibáñez | 4:34     |  |
| 6.      | «Miénteme»                 | Alberto Domínguez Borrás            | 4:03     |  |
| 7.      | «Es nuestra despedida»     | Bebu Silvetti · Sylvia Riera Ibáñez | 3:40     |  |
| 8.      | «Qué nadie sepa mi sufrir» | Enrique Dizeo · Ángel Cabral        | 4:11     |  |
| 9.      | «Cómo me gusta»            | Rafael Rey                          | 3:11     |  |
| 10.     | «Todavía»                  | Armando Manzanero                   | 3:43     |  |

| Edición especial |                                                    |                  |          |  |
| N.º              | Título                                             | Escritor(es)     | Duración |  |
| 11.              | «El amor de nosotros» (con Juan Gabriel)           | Juan Gabriel     | 3:31     |  |
| 12.              | «Tu frialdad» (con Javier Vargas)                  | Jesús De La Rosa | 4:54     |  |
| 13.              | «Si tú me dices ven» (con Los Panchos)             | Los Panchos      | 2:55     |  |
| 14.              | «Nuestro Arcoíris / Over The Rainbow» (con Miliki) | Miliki           | 3:47     |  |

## Créditos y personal
- Productor: Bebu Silvetti
- Concertina: Alfredo Oliva
- Cuerdas: The VVC Symphonic Orchestra
- Guitarra: Manny López
- Percusión: Richard Bravo
- Batería: Orlando Hernández
- Batería: Lee Levine
- Bajo: Julio Hernández
- Trompeta: Tony Concepción
- Trompeta: Jason Carder
- Trombón: DanaTebve
- Trombón: Joe Baratti
- Coro: Alfredo Matheus
- Coro: Bárbara Larrinaga
- Coro: Rodolfo Castillo
- Orquesta: Sacha Hidalgo
- Batería: Alejandro Matheus